# West Wemyss
West Wemyss är en by i Fife, Skottland. Byn är belägen 3,2 km 
från Kirkcaldy. Orten har 200 invånare (1991).